# Tanjung Agung (Ulu Musi)
Tanjung Agung is een bestuurslaag in het regentschap Empat Lawang van de provincie Zuid-Sumatra, Indonesië. Tanjung Agung telt 3616 inwoners (volkstelling 2010).